# Vattenån (naturreservat)
Vattenån är ett naturreservat i Ånge kommun i Västernorrlands län.
Området är naturskyddat sedan 2014 och är 321 hektar stort. Reservatet omfattar Vattenån i sin sträckning från Vattensjön till Dysjöån  och består av vattnet och sluten barrblandskog omkring. I ån finns flodpärlmussla.